# Marie Popelin
Marie Popelin (Schaerbeek, 16 de setembro de 1846 – Ixelles, 5 de junho de 1913) foi uma advogada, ativista política e feminista belga. Popelin trabalhou com Isabelle Gatti de Gamond no desenvolvimento da educação feminina e, em 1888, foi a primeira mulher belga a tornar-se doutora em Direito. Após a sua admissão à ordem dos advogados ter sido recusada, Popelin teve uma carreira ativa como líder da Liga Belga pelos Direitos da Mulher.

## Início de vida e carreira
Marie Popelin nasceu em Schaerbeek, Bélgica, e pertencia a uma família de classe média. Um dos seus irmãos era médico e outro um oficial do exército — Marie Popelin foi bem educada para os padrões da época e do lugar. Com sua irmã Louise, ela lecionou em Bruxelas em uma instituição de ensino liderada pela professora Isabelle Gatti de Gamond de 1864 a 1875. Desentendimentos com Gatti fizeram com que as irmãs se mudassem para Mons para inaugurarem uma nova escola para meninas lá, fundada com a ajuda do Partido Liberal. Em 1882 Marie Popelin retornou a Bruxelas para ser diretora de uma escola de ensino fundamental próxima a Laeken, mas foi demitida no ano seguinte.

## Carreira e ativismo
Aos 37 anos de idade, Popelin matriculou-se na Universidade Livre de Bruxelas para estudar Direito. Ela completou seus estudos em 1888 e tornou-se a primeira mulher belga a fazê-lo. Ela solicitou admissão na ordem dos advogados, o que lhe permitiria recorrer aos tribunais belgas. Seu pedido foi recusado, embora nenhuma lei ou regulamento proibisse explicitamente a admissão de mulheres à ordem. Seus recursos para o tribunal de apelação em dezembro de 1888, e em novembro de 1889 para a suprema corte foram infrutíferos, mas amplamente divulgados na imprensa belga e estrangeira. Este episódio mostrou aos apoiadores da educação feminina que apenas prover o acesso à educação superior às mulheres seria insuficiente se também não fossem feitas mudanças legais. O caso contribuiu para a transição de um feminismo educacional para um movimento feminino político na Bélgica. Jeanne Chauvin, que graduou-se em Direito em Paris no ano de 1890, ficou inicialmente desanimada com o caso mas foi persuadida pelo advogado belga Louis Franck, apoiador de longa data de Popelin, a se candidatar à admissão na ordem dos advogados, e foi juramentada depois que a lei francesa foi alterada em 1900. Na Bélgica, as mulheres só puderam exercer a advocacia em 1922.

### Atividades políticas
Marie Popelin participou de duas conferências feministas em Paris em 1889, e fundou a Liga Belga pelos Direitos das Mulheres em 1892 com a ajuda de Isala van Diest e Léonie La Fontaine. Ela era amiga da feminista americana May Wright Sewall, que conheceu em Paris, e encorajada por Sewall, a seção belga do Conselho Internacional de Mulheres foi fundada em 1893. Os esforços de Popelin para a criação de um movimento feminista independente fora dos pilares políticos, isto é, não ligado aos partidos Católico, Liberal e Socialista, foram apenas um sucesso parcial. O Conselho Nacional das Mulheres Belgas, criado em 1905, recebeu apenas um apoio limitado das seções femininas dos partidos políticos.
Apesar dessa recepção inicial tépida, muitos dos objetivos de Popelin foram alcançados antes de sua morte em 1913. Essas reformas legislativas, no entanto, não incluíram duas das mais importantes demandas de Popelin: sufrágio universal adulto e igualdade de acesso às profissões liberais para mulheres. Estudos modernos reconhecem o papel central de Marie Popelin na criação de um movimento feminista belga.

## Homenagens
Popelin tem sido homenageada de inúmeras formas na Bélgica. Ela teve seu rosto estampado em um selo dos correios da Bélgica durante o Ano Internacional da Mulher em 1975, e uma estrada em Saint-Josse-ten-Noode foi nomeada em sua homenagem em 2008. Em 2011 Popelin foi estampada na moeda comemorativa de dois euros do país, em comemoração ao primeiro centenário do Dia Internacional da Mulher. Em De Grootste Belg, programa televisivo de 2005 que elegeu o maior belga de todos os tempos, Marie Popelin alcançou a 42ª posição.